# Роговица
Роговицата (на латински: cornea) е част от външната обвивка на окото (corneosclera, tunica fibrosa oculi). Тя е гладка, лъскава, прозрачна и много чувствителна. Изпълнява предпазна роля за окото и е особено важна като най-силния оптичен елемент на окото.
Роговицата се оформя в петия месец на вътреутробното развитие. Има смесен ембрионален произход, което означава, че се образува след сложен механизъм от последователности на съзряване на живата тъкан и произхожда от два от пластовете на първичния ембрион.
Роговицата на човека заема около 1/6 от повърхостната площ на окото. Има форма на част от елипсоид и по оптичната си характеристика е изпъкнало-вдлъбната леща с рефрактивна сила от 44 диоптъра. Диаметърът на роговицата е равен на 12 мм (11,5 – 12,5 mm) в хоризонтално направление и 11 mm във вертикално. От особена важност е средната 1/3 на роговицата, т.нар. роговична шапка, защото през нея преминават оптичната и зрителната ос на окото. Дебелината ѝ в центъра е по-малка (0,52 – 0,6 mm), отколкото в периферията (1 – 1,2 мм). Показателят на оптично пречупване на роговицата е 1,37 (за въздуха е равен на 1), а радиусът на кривината ѝ е 7,8 mm.
Морфологията на роговицата е не по-малко сложна. Тъканта се състои от шест слоя (шестият, наречен слой на Дуа (или Дюа), е открит през 2013 г.) със специфична организация, целяща запазване на максималната роговична прозрачност, за да може окото да вижда.